# Hofstetten (Hochsträß)
Der Hofstetten (Hochsträß) ist ein Wohnplatz auf der Gemarkung von Geislingen im Zollernalbkreis in Baden-Württemberg.

## Geographie
Das Schafhaus liegt von Geislingen in westlicher Richtung 3,3 km entfernt. 2,0 km südwestlich von Erlaheim, 1,9 km südöstlich von Binsdorf entfernt.

## Geschichte
Zwischen 1820 und 1830 zum ersten Mal erwähnt.

## Verkehr
Der Wohnplatz ist über die L 415 erreichbar.